# 9053 Гамамеліс
9053 Гамамеліс (9053 Hamamelis) — астероїд головного поясу, відкритий 2 листопада 1991 року.
Тіссеранів параметр щодо Юпітера — 3,392.